# 苏焕清
苏焕清（1909年—2003年），中国人民解放军将领、中国人民解放军开国少将。
曾任中国人民解放军沈阳军区后勤部军需部部长。1955年，授予中国人民解放军少将。